# Velké mechové jezírko
Velké mechové jezírko – jezioro torfowiskowe zlokalizowane na wysokości 769 m n.p.m., stanowiące centralną część narodowego rezerwatu przyrody Rejvíz, znajdującego się w Czechach, w pobliżu osady Rejvíz, będącej częścią miasta Zlaté Hory. Do jeziora prowadzi specjalna ścieżka dydaktyczna wykonana w postaci pomostu z drewnianych bali. Na brzegu akwenu zbudowano natomiast drewniany pomost do obserwacji przyrodniczych, wraz z wiatami i tablicami informacyjnymi. 
Powierzchnia zbiornika wynosi 0,17 ha, maksymalna głębokość 2,95 m, długość 68,5 m, a szerokość 41 m. Warstwa torfu na dnie akwenu dochodzi do 3 m. Okolice jeziora obrasta sosna hakowata w towarzystwie charakterystycznych dla obszarów podmokłych mchów, a także innych roślin, np. bagna zwyczajnego, czy rosiczki okrągłolistnej. Z motyli spotkać tu można m.in. szlaczkonia siarecznika. 
Od 2005 jezioro i rezerwat stanowią specjalny obszar ochrony siedlisk w ramach sieci Natura 2000.